# Tabaluga

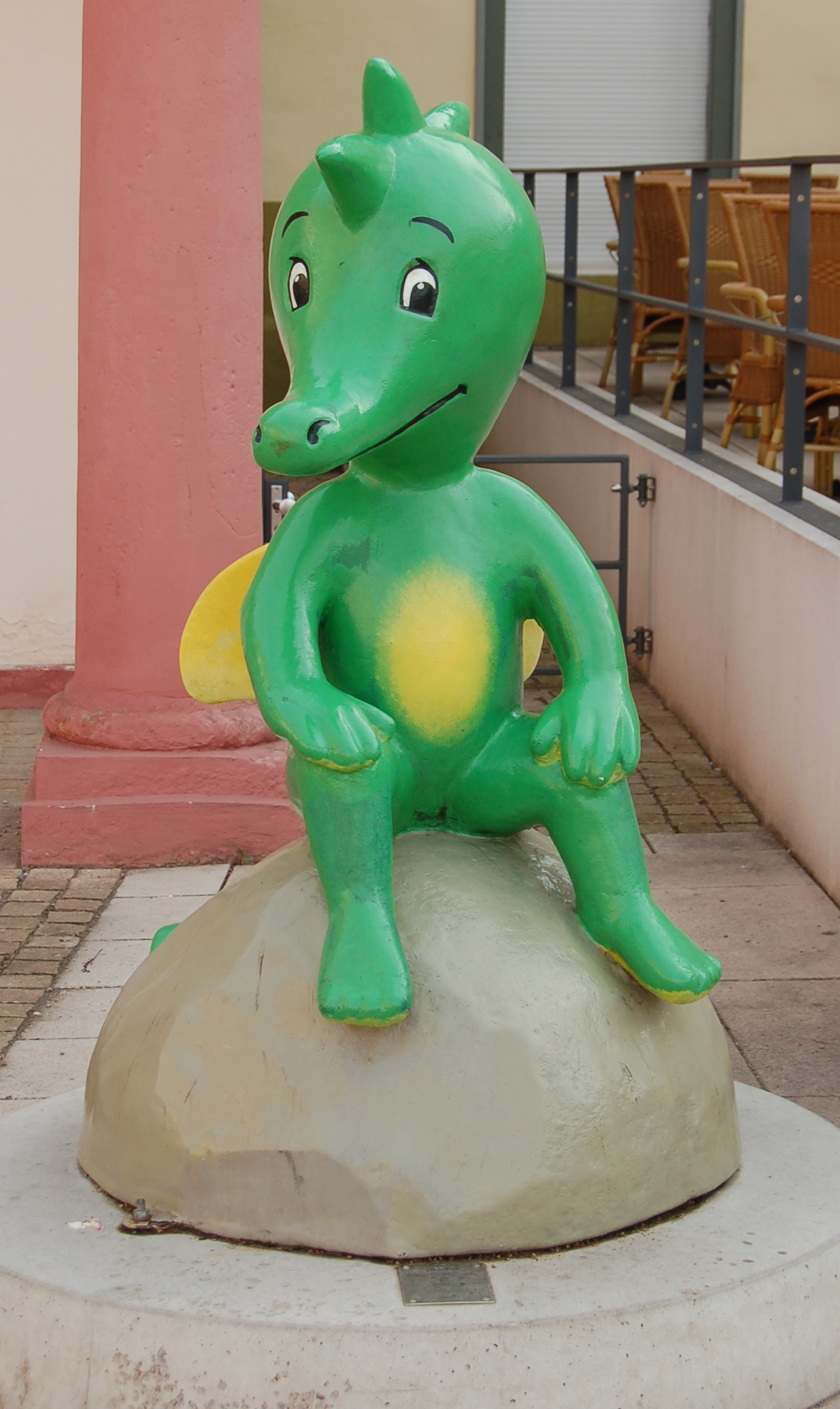
Standbeeld van de figuur Tabaluga in Erfurt (Duitsland)

Tabaluga is een Duitse tekenfilmserie. Er zijn 78 afleveringen van de serie gemaakt. (slechts één seizoen). Een aflevering duurt 30 minuten. In 2008 werd Tabaluga overgenomen door Studio 100.

## Uitzendingen
- Verenigd Koninkrijk:

1. Cartoon Network (1998 - 2000)
2. POP! (2007-...)

- België, Vlaanderen

1. vtmKzoom (2010 - heden)

- Polen

1. Mini Mini (2006 - heden)

- Portugal

1. Cartoon Network (1998–2000)
2. Canal Panda (2001–2005)
3. RTP 2 (2005 - heden)

- Frankrijk

1. France 5 (2010 - heden)

## Dvd

### Duitstalig
- Reeks 1

1. Tabaluga - DVD 1 (2009)
2. Tabaluga - DVD 2 (2009)
3. Tabaluga - DVD 3 (2010)
4. Tabaluga - DVD 4 (2011)
5. DVD-box: Tabaluga - DVD 1 & 2 (2011)

- Diversen

1. Tabaluga und Leo (2010)

### Nederlandstalig
- Reeks 1

1. De Zoektocht (2011)